# Karl Salomon
Karl Salomon (* 26. November 1896 in Dessau; † 28. September 1977 in Eichwalde) war stellvertretender Minister für Verkehrswesen und stellvertretender Generaldirektor eines Außenhandelsbetriebes in der DDR.

## Leben
Salomon, Sohn eines Maurers, besuchte die Volks- und die Mittelschule. Ab 1912 war er Seemann in der Handelsmarine. Während des Ersten Weltkriegs leistete er ab Oktober 1916 Kriegsdienst in der 2. Torpedodivision. Das Kriegsende erlebte er im November 1918 als Angehöriger eines Soldatenrates. Nach dem Krieg war er Seemann auf einem Fischdampfer, später arbeitete er als Maurer. Seit 1919 lebte er in Bremerhaven. Er wurde 1923 Mitglied der Kommunistischen Partei Deutschlands (KPD), war Sekretär der KPD in Osnabrück und wurde 1927 Mitglied der KPD-Bezirksleitung Nordwest. Er wurde 1927 Steuermann und erwarb 1929 das Kapitänspatent. Im selben Jahr wurde er Leiter des Einheitsverbandes der Seeleute und Hafenarbeiter in Bremen und 1931 Stadtverordneter in Bremen.
Nach 1933 leistete er antifaschistische Widerstandsarbeit und wurde mehrmals inhaftiert. Im September 1937 erneut verhaftet, wurde er 1938 zu drei Jahren Zuchthaus verurteilt. Nach Verbüßung der Strafe wurde er bis 1945 in das KZ Sachsenhausen verbracht.
Nach seiner Befreiung schloss er sich wieder der KPD an und wurde stellvertretender Bürgermeister von Berlin-Tiergarten. Im August 1945 war er Mitglied des Gründungsausschusses des Freien Deutschen Gewerkschaftsbundes (FDGB) in der Provinz Brandenburg sowie Sekretär des FDGB-Landesvorstandes Brandenburg. Ab 1946 war er Mitglied der Sozialistischen Einheitspartei Deutschlands (SED). Von 1947 bis 1948 war er Leiter des Zentralen Bereitstellungskontors für Baumaterialien in Potsdam und ab November 1948 Leiter des Wasserstraßenamtes Schwerin. Dann wurde er Hauptdirektor der Deutschen Schifffahrts- und Umschlagbetriebe (DSU) und 1952 Direktor der Deutschen Seereederei. Im Mai 1953 wurde er stellvertretender Staatssekretär im Staatssekretariat für Schifffahrt der DDR. Von Januar 1955 bis 1960 fungierte er als stellvertretender Minister und Staatssekretär für Schifffahrt im Ministerium für Verkehrswesen der DDR. Anschließend arbeitete er als Stellvertreter des Generaldirektors des Volkseigenen Außenhandelsbetriebes Transportmaschinen Export-Import.
Salomon lebte zuletzt als Veteran in Eichwalde und starb im Alter von 80 Jahren.

## Auszeichnungen in der DDR
- 1955 Vaterländischer Verdienstorden in Bronze und 1972 in Silber
- 1958 „Medaille für die Teilnahme an den bewaffneten Kämpfen der deutschen Arbeiterklasse in den Jahren 1918 bis 1923“
- 1958 „Medaille für Kämpfer gegen den Faschismus 1933 bis 1945“